# Custódio de Melo
Custódio José de Melo (Salvador, 9 de junho de 1840 — Rio de Janeiro, 15 de março de 1902) foi um militar e político brasileiro.

## Carreira
Como oficial da Armada Imperial Brasileira, em 1881, serviu na Europa com a função de adido militar. Quando a República foi proclamada, Custódio estava a bordo do Almirante Barroso em uma circum-navegação. 
Após a proclamação da República brasileira, em 15 de novembro de 1889, foi um dos líderes das Revoltas da Armada de 1891 e 1893. Nesse contexto, em 23 de novembro de 1891 ameaçou bombardear o Distrito Federal caso o então presidente da república, marechal Deodoro da Fonseca, não restaurasse as condições políticas do país, impostas pelo Golpe de Três de Novembro. Este fato foi a gota d'água para a renúncia de Deodoro ao cargo de presidente.
Sob a presidência de Floriano Peixoto exerceu os cargos ministro da Marinha, de 23 de novembro de 1891 a 30 de abril de 1893, da Guerra, de 2 de fevereiro a 2 de março de 1892, e de ministro interino das Relações Exteriores, de 22 de junho a 11 de dezembro de 1892.
Foi pai do arquiteto Heitor de Mello.